# 蜜似鯔銀漢魚
蜜似鯔銀漢魚（學名：Pseudomugil mellis）為輻鰭魚綱銀漢魚目似鯔銀漢魚科的其中一種，被IUCN列為瀕危保育類動物，分布於澳洲昆士蘭淡水流域，體長可達3.5公分，為熱帶淡水魚，棲息在沿海水塘及小溪底中層水域，生活習性不明。

## 擴展閱讀
維基物種上的相關：蜜似鯔銀漢魚